# سال جهانی نجوم
سال جهانی نجوم(به انگلیسی: International Year of Astronomy، IYA2009)سال برزگداشت و رواج ستاره‌شناسی است که در سال ۲۰۰۹ انتخاب شد زیرا دقیقاً در ۴۰۰ سال پیش گالیلئو گالیله اولین بار از تلسکوپ استفاده نمود و یوهانس کپلر کتاب Astronomia nova را انتشار داد. این سال ۶۲ سال اعلام یک سال عمومی توسط سازمان ملل بود. برای انجام دادن بهتر مناسبت‌های این سال اتحادیه بین‌المللی نجوم با یونسکو همکاری کرد. گردهمایی‌ای نیز در این رابطه و در ۱۵ و شانزدم ژانویه در پاریس انجام شد.